# プトゥン
プトゥン（チベット語: བུ་སྟོན་རིན་ཆེན་གྲུབ་, ワイリー方式: Bu-ston Rin-chen Grub, プトゥン・リンチェン・ドゥプ、1290年-1364年）とは、チベット仏教の学者である。プトンとも。

## 生涯
トプ翻訳官ヤンツェワ・リンチェンセンゲに師事する。
31歳でシガツェ近郊のシャール寺の住職を務めた。
ナルタン寺が所蔵していた仏教経典をシャール寺に取り寄せて新訳経典を増補し、カンジュール（カンギュル、仏説部）、テンジュール（テンギュル、論疏部）に分類し、目録を作成した。プトゥンは特にテンジュールの編集に注力した。
プトゥンの弟子たちは新しいサキャ派の支派を創始し、彼らはプトゥンが身を置いたシャール寺にちなんでシャール派と呼ばれた。
シャール寺に現存する仏画群は、彼の管長就任を祝って、この地域を治めていた王が寄進したものだと伝えられている。

## 著作
仏教学、歴史、天文学、医学といった分野において、プトゥンは生涯に206の著作を残した。
ダライ・ラマ13世の時代に著書は『プトゥン全書』として26帙に編集され、出版された。
1322年に著した『仏教史』は、後代のチベット史研究者から根本史料として重要視されている。
1326年には暦学の基本書『学者を喜ばせるもの』を執筆。
『学者を喜ばせるもの』では従来の暦学の批判に加え、日月・五曜・蝕の計算方法が丁寧に記されている。

## 密教四分法
プトゥンは、チベット仏教では一般的になっているタントラ（tantra、大乗仏教後期（密教）における「スートラ」（sutra）に代わる仏教経典（密教経典）の呼称）群の分類法である「密教四分法」を確立した人物として有名である。
1. 所作タントラ：『灌頂経』等
2. 行タントラ：『大日経』等
3. 瑜伽タントラ：『金剛頂経』等
4. 無上瑜伽タントラ：『秘密集会タントラ』、『ヘーヴァジュラ・タントラ』、『カーラチャクラ・タントラ』等